# Ӗ
Ӗ, ӗ или Е кратко е буква от кирилицата. Използва се в чувашкия език, където е 9-а по ред азбуката. Обозначава кратък звук, близък до [е].
Буквата Ӗ е въведена за първи път от Иван Яковлев през 1873 година в неговия „Буквар за чуваши с използване на руската азбука“. Създадена като към Е е добавен диакритическия знак бревис (кратка). В по-стари чувашки текстове вместо Ӗ се среща употребата на Ь.